# Grand Prix automobile d'Arabie saoudite 2024
GP précédent GP suivant
Le Grand Prix automobile d'Arabie saoudite 2024 (Formula 1 STC Saudi Arabian Grand Prix 2024), disputé le 9 mars 2024 sur le Circuit de la corniche de Djeddah, est la 1103e épreuve du championnat du monde de Formule 1. Il s'agit de la quatrième édition du Grand Prix d'Arabie saoudite comptant pour le championnat du monde de Formule 1 et de la deuxième manche du championnat 2024. La course, dont la première édition a eu lieu en 2021, se déroule en nocturne sur le tracé dessiné par Hermann Tilke à Djeddah, au bord de la mer rouge. Cette année, le départ est donné un samedi à cause du début du ramadan le dimanche.
« C'est assez fou de voir la vitesse avec laquelle on peut rouler ici ! » s'exclame Max Verstappen, après avoir dominé les trois phases des qualifications pour réaliser sa deuxième pole position de la saison en deux courses, et la trente-quatrième de sa carrière. Il compare son tour en Q3 avec celui de l'édition 2021 « sauf que cette fois, j'ai réussi à prendre le dernier virage ! » Il devance de trois dixièmes de secondes le trio constitué de Charles Leclerc, qui l'accompagne en première ligne, puis de Sergio Pérez et Fernando Alonso qui forment la deuxième ligne. Les McLaren d'Oscar Piastri et Lando Norris, en troisième ligne, précèdent les Mercedes de George Russell et Lewis Hamilton. À plus d'une seconde, Yuki Tsunoda, neuvième, et Lance Stroll, dixième, occupent la cinquième ligne. Le débutant Oliver Bearman, qui pallie, au pied levé, le forfait de Carlos Sainz, se classe onzième, éliminé en Q2 par Lewis Hamilton, de 36 millièmes de seconde.
Max Verstappen, parti de la pole position, conserve la tête au premier virage, et remporte à Djeddah la cinquante-sixième victoire de sa carrière, sa neuvième consécutive, à cheval sur deux saisons ; il monte également sur son centième podium. La voiture de sécurité sort au septième tour après que Lance Stroll tire tout droit et percute les protections dans le virage no 14 après avoir brisé sa suspension avant gauche en accrochant le mur dans la courbe précédente. Les cartes et les stratégies des arrêts aux stand s'en trouvent rebattues. Si Lando Norris, qui choisit de ne pas s'arrêter, roule en tête durant quelques tours, il s'incline dans le douzième et laisse les commandes de l'épreuve au Batave ; à bord de sa RB20, le triple champion du monde n'est plus inquiété et obtient un succès facile à 230 km/h de moyenne. Sergio Pérez qui dépasse rapidement Leclerc, termine deuxième, à distance respectable de son leader et sans que sa position ne soit menacée, permettant à Red Bull d'obtenir un second doublé en deux épreuves.
Charles Leclerc, qui roule jusqu'au bout isolé à la troisième place, arrache le point bonus du meilleur tour dans la cinquantième et dernière boucle, obtenant le meilleur résultat possible pour Ferrari dans l'état actuel des forces en présence. Il résume bien la situation : « La course a été un peu ennuyeuse parce que Red Bull est trop rapide. » Si, Oscar Piastri, Fernando Alonso et George Russell, cette fois dans cet ordre derrière Leclerc, marquent à nouveau des points comme la semaine précédente, l'inattendu débutant de 18 ans Oliver Bearman les éclipse ; arrivé le vendredi pour remplacer Carlos Sainz victime d'une appendicite, il inscrit, au volant de la SF-24, les points de la septième place pour son premier Grand Prix en devançant Lando Norris, Lewis Hamilton et Nico Hülkenberg qui prend l'ultime point en lice. Les pilotes britanniques effectuent un exceptionnel tir groupé dans les points, de la sixième à la neuvième place.
Verstappen, avec 51 points, est en tête du championnat du monde devant Pérez (36 points) et Leclerc (28 points). Russell (18 points) devance de peu Piastri (16 points) et Sainz (15 points) ; suivent Alonso et Norris (12 points chacun), Hamilton (8 points) et Bearman (6 points). Au championnat du monde des constructeurs, Red Bull Racing, avec deux doublés, est logiquement en tête (87 points). Ferrari (49 points) devance McLaren (28 points) qui a pris le meilleur sur Mercedes (26 points) ; suivent Aston Martin (13 points) et Haas (1 point). Les autres équipes, Williams, Kick Sauber, Racing Bulls et Alpine n'ont pas marqué.

## Contexte avant la course

### Forfait de Carlos Sainz
Bien qu'il a piloté lors des deux premières séances d'essais libres le jeudi (avec les sixième et septième temps chronométrés), Carlos Sainz n'est pas en mesure de poursuivre le weekend au volant de sa Ferrari SF-24. En descendant de sa monoplace, il déclare : « Ça a évidemment été une journée très difficile après m'être senti malade le mercredi. Les dernières 24 heures ont été difficiles pour moi. Il s'agissait vraiment d'essayer de me mettre en piste et d'apprendre autant que possible de la voiture sans vraiment repousser les limites car je n'étais pas encore en état, mais nous avons réussi à boucler le programme sans problème. »
Le lendemain, vendredi des qualifications, la Scuderia annonce que l'Espagnol souffre d'une crise d'appendicite et doit être opéré. Oliver Bearman, le Britannique de 18 ans qui courra avec le no 38, le remplace pour l'ultime séance d'essais libres, les qualifications et la course.

### Red Bull Leaks
Pendant les qualifications, Helmut Marko a informé les journalistes de la chaîne autrichienne Österreichischer Rundfunk du fait qu'il pourrait être suspendu par Red Bull Racing,. Une enquête interne à l'équipe a été lancée contre lui pour « fuite d'informations dans les médias »,.
Marko annonce qu'il pourrait manquer le prochain Grand Prix d'Australie et a évoqué la conséquence de son départ quant à l'avenir de Max Verstappen :« Max est certainement l'atout le plus fort de l'équipe. Il n'y a pas de pilote plus rapide pour le moment et si nous devions le perdre, ce serait une perte incroyable car il y a aussi un nombre incroyable de mécaniciens, y compris des ingénieurs, qui travaillent tous incroyablement dur pour Max, qui pourraient partir. Je pense qu'il est assez logique et clair que Max soit la partie la plus importante de l'équipe. »
À l'issue des qualifications, Max Verstappen se positionne clairement comme soutien d'Helmut Marko : « J'ai beaucoup de respect pour Helmut et pour ce que nous avons accompli ensemble. Cela va très loin, et bien sûr, ma loyauté envers lui est très grande, je l'ai toujours exprimé à tout le monde au sein de l'équipe, à tous ceux qui sont haut placés, qu'il jouera un rôle important dans ma prise de décision à tout moment. Il est donc très important qu'il reste au sein de l'équipe, y compris, bien sûr, tous les autres, car c'est un effort d'équipe dans son ensemble, et il est très important que nous gardions les personnes clés ensemble. J'ai l’impression que si un pilier aussi important s'effondre, c'est aussi ce que j'ai dit à l’équipe, que ce ne sera pas non plus bon pour ma situation. Pour moi, Helmut doit rester, c'est sûr. Il a construit cette équipe avec Dietrich dès le premier jour et il a toujours été très fidèle à l'équipe, à tout le monde au sein de l'équipe pour s'assurer que tout le monde conserverait sa place avec la nouvelle direction de Red Bull. Et il est également très important que vous donniez à cet homme beaucoup de respect pour ce qu'il a fait. Il est très important de revenir à la loyauté et à l'intégrité, et par conséquent, il doit faire partie de l'équipe pour moi,. »
Toto Wolff déclare être prêt à recruter Helmut Marko au sein de son écurie au cas où l'opportunité se présenterait : « Notre ancienne mascotte nous manque, alors on prendra Helmut, il a l'âge qu'il faut. Il n'a pas de casquette rouge mais il viendra chez nous. Helmut était, ou est, notre ennemi préféré, mais c'est un véritable compétiteur. S'ils perdent Helmut, ça laissera certainement un vide chez Red Bull et dans leur équipe. »
Pendant ce temps, Jos Verstappen, bien qu'absent à Djeddah, s'adresse à nouveau au tabloïd britannique Daily Mail, pour critiquer la volonté de « passer à autre chose » de Christian Horner ; il déclare « Si c'est ce qu'il veut, très bien, mais je ne pense pas que ça soit possible. » De plus, Verstappen souligne avec désapprobation le fait qu'Horner « a le soutien de l'actionnaire thaïlandais de Red Bull (qui possède 51 % des parts), donc je pense qu'il restera jusqu'à la fin de la saison. J'ai dit que c'était une mauvaise chose et que cette situation n'est pas bonne pour l'équipe »,,. Comme son fils Max, il estime qu'un départ ou une suspension de Marko ne ferait qu'ajouter de la confusion à la situation actuelle de l'écurie.
Le matin du Grand Prix, à la suite de discussions avec Oliver Mintzlaff, le directeur général de Red Bull, Helmut Marko est blanchi de tout soupçon ; Marko a laissé toutefois entendre que la rumeur de son implication dans l'ébruitement de l'affaire Horner avait pour but de l'évincer de Red Bull,.

## Pneus disponibles
| Pneus pour piste sèche | Pneus pour piste sèche | Pneus pour piste sèche | Pneus pluie    | Pneus pluie |
| ---------------------- | ---------------------- | ---------------------- | -------------- | ----------- |
| Durs (Type C2)         | Medium (Type C3)       | Tendres (Type C4)      | Intermédiaires | Pluie       |

## Essais libres

### Première séance, le jeudi de 16 h 30 à 17 h 30
| Pos. | Pilote           | Voiture               | Chrono         | Écart     |
| ---- | ---------------- | --------------------- | -------------- | --------- |
| 1    | Max Verstappen   | Red Bull-Honda RBPT   | 1 min 29 s 659 |           |
| 2    | Fernando Alonso  | Aston Martin-Mercedes | 1 min 29 s 845 | + 0 s 186 |
| 3    | Sergio Pérez     | Red Bull-Honda RBPT   | 1 min 29 s 868 | + 0 s 209 |
| 4    | George Russell   | Mercedes              | 1 min 29 s 939 | + 0 s 280 |
| 5    | Charles Leclerc  | Ferrari               | 1 min 30 s 030 | + 0 s 371 |
| 6    | Carlos Sainz Jr. | Ferrari               | 1 min 30 s 164 | + 0 s 505 |

### Deuxième séance, le jeudi de 20 h à 21 h
| Pos. | Pilote          | Voiture               | Chrono         | Écart     |
| ---- | --------------- | --------------------- | -------------- | --------- |
| 1    | Fernando Alonso | Aston Martin-Mercedes | 1 min 28 s 827 |           |
| 2    | George Russell  | Mercedes              | 1 min 29 s 057 | + 0 s 230 |
| 3    | Max Verstappen  | Red Bull-Honda RBPT   | 1 min 29 s 158 | + 0 s 331 |
| 4    | Charles Leclerc | Ferrari               | 1 min 29 s 180 | + 0 s 353 |
| 5    | Sergio Pérez    | Red Bull-Honda RBPT   | 1 min 29 s 300 | + 0 s 473 |
| 6    | Lance Stroll    | Aston Martin-Mercedes | 1 min 29 s 336 | + 0 s 509 |

- Carlos Sainz Jr., touché par une appendicite, déclare forfait pour le reste du weekend de course après la deuxième  séance d'essais libres ; il est remplacé par le réserviste Oliver Bearman[16].

### Troisième séance, le vendredi de 16 h 30 à 17 h 30
| Pos. | Pilote          | Voiture               | Chrono         | Écart     |
| ---- | --------------- | --------------------- | -------------- | --------- |
| 1    | Max Verstappen  | Red Bull-Honda RBPT   | 1 min 28 s 412 |           |
| 2    | Charles Leclerc | Ferrari               | 1 min 28 s 608 | + 0 s 196 |
| 3    | Sergio Pérez    | Red Bull-Honda RBPT   | 1 min 28 s 906 | + 0 s 494 |
| 4    | George Russell  | Mercedes              | 1 min 28 s 964 | + 0 s 552 |
| 5    | Lando Norris    | McLaren-Mercedes      | 1 min 28 s 971 | + 0 s 559 |
| 6    | Fernando Alonso | Aston Martin-Mercedes | 1 min 29 s 038 | + 0 s 626 |

- Oliver Bearman, pilote de réserve de la Scuderia Ferrari, remplace de Carlos Sainz ; il réalise le dixième temps en 1 min 29 s 306[18].
- La séance est interrompue au drapeau rouge à dix-sept minutes du drapeau à damier après que Zhou Guanyu est victime d'une sortie de piste à grande vitesse au virage no 8. Le Chinois a perdu l'adhérence de son train arrière en entrant dans ce gauche rapide et percute les barrières Tecpro sur la gauche de la piste ; la Kick Sauber C44 est sévèrement abîmée. La séance reprend pour cinq minutes[19].

## Séance de qualifications

### Résultats des qualifications
| Pos. | Pilote           | Écurie                  | Qualifications 1 | Qualifications 2 | Qualifications 3 |
| --- | ---------------- | ----------------------- | ---------------- | ---------------- | ---------------- |
| 1 | Max Verstappen   | Red Bull-Honda RBPT     | 1 min 28 s 171   | 1 min 28 s 033   | 1 min 27 s 472   |
| 2 | Charles Leclerc  | Ferrari                 | 1 min 28 s 318   | 1 min 28 s 112   | 1 min 27 s 791   |
| 3 | Sergio Pérez     | Red Bull-Honda RBPT     | 1 min 28 s 638   | 1 min 28 s 467   | 1 min 27 s 807   |
| 4 | Fernando Alonso  | Aston Martin-Mercedes   | 1 min 28 s 706   | 1 min 28 s 122   | 1 min 27 s 846   |
| 5 | Oscar Piastri    | McLaren-Mercedes        | 1 min 28 s 755   | 1 min 28 s 343   | 1 min 28 s 089   |
| 6 | Lando Norris     | McLaren-Mercedes        | 1 min 28 s 805   | 1 min 28 s 479   | 1 min 28 s 132   |
| 7 | George Russell   | Mercedes                | 1 min 28 s 749   | 1 min 28 s 448   | 1 min 28 s 316   |
| 8 | Lewis Hamilton   | Mercedes                | 1 min 28 s 994   | 1 min 28 s 606   | 1 min 28 s 460   |
| 9 | Yuki Tsunoda     | Racing Bulls-Honda RBPT | 1 min 28 s 988   | 1 min 28 s 564   | 1 min 28 s 547   |
| 10 | Lance Stroll     | Aston Martin-Mercedes   | 1 min 28 s 250   | 1 min 28 s 578   | 1 min 28 s 572   |
| 11 | Oliver Bearman   | Ferrari                 | 1 min 28 s 984   | 1 min 28 s 642   |                  |
| 12 | Alexander Albon  | Williams-Mercedes       | 1 min 29 s 107   | 1 min 28 s 980   |                  |
| 13 | Kevin Magnussen  | Haas-Ferrari            | 1 min 29 s 069   | 1 min 29 s 020   |                  |
| 14 | Daniel Ricciardo | Racing Bulls-Honda RBPT | 1 min 29 s 065   | 1 min 29 s 025   |                  |
| 15 | Nico Hülkenberg  | Haas-Ferrari            | 1 min 29 s 055   | Pas de temps     |                  |
| 16 | Valtteri Bottas  | Kick Sauber-Ferrari     | 1 min 29 s 179   |                  |                  |
| 17 | Esteban Ocon     | Alpine-Renault          | 1 min 29 s 475   |                  |                  |
| 18 | Pierre Gasly     | Alpine-Renault          | 1 min 29 s 479   |                  |                  |
| 19 | Logan Sargeant   | Williams-Mercedes       | 1 min 29 s 526   |                  |                  |
| Temps minimal à réaliser pour la qualification : 1 min 34 s 342 (107 % du meilleur temps en Q1 : 1 min 28 s 171) |                  |                         |                  |                  |                  |
| Nq. | Zhou Guanyu      | Kick Sauber-Ferrari     | Pas de temps     |                  |                  |

### Grille de départ
- Zhou Guanyu, initialement non qualifié (il n'a pas pu participer aux qualifications, sa monoplace étant sévèrement endommagée en essais libres), est repêché par les commissaires et autorisé à prendre le départ depuis la dernière place de la grille[21].

## Course

### Classement de la course
| Pos. | no | Pilote           | Écurie                  | Tours | Temps/Abandon                                | Grille | Points |
| ---- | -- | ---------------- | ----------------------- | ----- | -------------------------------------------- | ------ | ------ |
| 1    | 1  | Max Verstappen   | Red Bull-Honda RBPT     | 50    | 1 h 20 min 43 s 273 (229,271 km/h)           | 1      | 25     |
| 2    | 11 | Sergio Pérez     | Red Bull-Honda RBPT     | 50    | + 13 s 643 (dont 5 s de pénalité)            | 3      | 18     |
| 3    | 16 | Charles Leclerc  | Ferrari                 | 50    | + 18 s 639                                   | 2      | 15 + 1 |
| 4    | 81 | Oscar Piastri    | McLaren-Mercedes        | 50    | + 32 s 007                                   | 5      | 12     |
| 5    | 14 | Fernando Alonso  | Aston Martin-Mercedes   | 50    | + 35 s 759                                   | 4      | 10     |
| 6    | 63 | George Russell   | Mercedes                | 50    | + 39 s 936                                   | 7      | 8      |
| 7    | 38 | Oliver Bearman   | Ferrari                 | 50    | + 42 s 679                                   | 11     | 6      |
| 8    | 4  | Lando Norris     | McLaren-Mercedes        | 50    | + 45 s 708                                   | 6      | 4      |
| 9    | 44 | Lewis Hamilton   | Mercedes                | 50    | + 47 s 391                                   | 8      | 2      |
| 10   | 27 | Nico Hülkenberg  | Haas-Ferrari            | 50    | + 1 min 16 s 996                             | 15     | 1      |
| 11   | 23 | Alexander Albon  | Williams-Mercedes       | 50    | + 1 min 28 s 354                             | 12     |        |
| 12   | 20 | Kevin Magnussen  | Haas-Ferrari            | 50    | + 1 min 45 s 737 (dont 2 x 10 s de pénalité) | 13     |        |
| 13   | 31 | Esteban Ocon     | Alpine-Renault          | 49    | + 1 tour                                     | 17     |        |
| 14   | 2  | Logan Sargeant   | Williams-Mercedes       | 49    | + 1 tour                                     | 19     |        |
| 15   | 22 | Yuki Tsunoda     | Racing Bulls-Honda RBPT | 49    | + 1 tour (dont 5 s de pénalité)              | 9      |        |
| 16   | 3  | Daniel Ricciardo | Racing Bulls-Honda RBPT | 49    | + 1 tour                                     | 14     |        |
| 17   | 77 | Valtteri Bottas  | Kick Sauber-Ferrari     | 49    | + 1 tour                                     | 16     |        |
| 18   | 24 | Zhou Guanyu      | Kick Sauber-Ferrari     | 49    | + 1 tour                                     | 20     |        |
| Abd. | 18 | Lance Stroll     | Aston Martin-Mercedes   | 5     | Accident                                     | 10     |        |
| Abd. | 10 | Pierre Gasly     | Alpine-Renault          | 1     | Boîte de vitesses                            | 18     |        |

### Pole position et record du tour
- Pole position :  Max Verstappen (Red Bull-Honda RBPT) en 1 min 27 s 472 (254,097 km/h)[23].
- Meilleur tour en course :  Charles Leclerc (Ferrari) en 1 min 31 s 632 (242,562 km/h) au cinquantième et dernier tour ; troisième de la course, il remporte le point bonus associé au meilleur tour en course[24].

### Tours en tête
- Max Verstappen (Red Bull-Honda RBPT) : 45 tours (1-7 / 13-50)[25]
- Lando Norris (McLaren-Mercedes) : 5 tours (8-12)

## Classements généraux à l'issue de la course
| Pos. | Pilote           | Écurie                | Points |
| ---- | ---------------- | --------------------- | ------ |
| 1    | Max Verstappen   | Red Bull-Honda RBPT   | 51     |
| 2    | Sergio Pérez     | Red Bull-Honda RBPT   | 36     |
| 3    | Charles Leclerc  | Ferrari               | 28     |
| 4    | George Russell   | Mercedes              | 18     |
| 5    | Oscar Piastri    | McLaren-Mercedes      | 16     |
| 6    | Carlos Sainz Jr. | Ferrari               | 15     |
| 7    | Fernando Alonso  | Aston Martin-Mercedes | 12     |
| 8    | Lando Norris     | McLaren-Mercedes      | 12     |
| 9    | Lewis Hamilton   | Mercedes              | 8      |
| 10   | Oliver Bearman   | Ferrari               | 6      |
| 11   | Lance Stroll     | Aston Martin-Mercedes | 1      |
| 12   | Nico Hulkenberg  | Haas-Ferrari          | 1      |

| Pos. | Écurie                | Points |
| ---- | --------------------- | ------ |
| 1    | Red Bull-Honda RBPT   | 87     |
| 2    | Ferrari               | 49     |
| 3    | McLaren-Mercedes      | 28     |
| 4    | Mercedes              | 26     |
| 5    | Aston Martin-Mercedes | 13     |
| 6    | Haas-Ferrari          | 1      |

## Statistiques
Le Grand Prix d'Arabie saoudite 2024 représente :
- la 34e pole position de Max Verstappen[28] ;
- la 56e victoire de Max Verstappen, sa 9e consécutive[29] ;
- le 100e podium de  Max Verstappen[30] ;
- la 115e victoire de Red Bull ; l'écurie est désormais quatrième de ce classement, devant Williams F1 Team[31],[32] ;
- le 30e doublé de Red Bull[33] ;
- la 23e victoire de Honda RBPT en tant que motoriste[34] ;
- les 1ers points d'Oliver Bearman[35] ;

Au cours de ce Grand Prix :
- Oliver Bearman devient le troisième plus jeune pilote à débuter en Formule 1 derrière Max Verstappen (17 ans, 5 mois et 15 jours en Australie en 2015) et Lance Stroll (18 ans, 4 mois et 26 jours) ; il devance Jaime Alguersuari qui avait 19 ans, 4 mois et 3 jours pour ses débuts en Hongrie en 2009[36] ;
- Oliver Bearman, à 18 ans, 10 mois et 1 jour, devient le plus jeune pilote Ferrari à disputer un Grand Prix de Formule 1 ; il détrône Ricardo Rodriguez qui avait disputé son premier pour la Scuderia à 19 ans[37] ;
- Oliver Bearman est le premier pilote depuis 1972 à débuter en Grand Prix directement chez Ferrari, le précédent étant Arturo Merzario[36] ;
- Oliver Bearman est le premier pilote britannique à inscrire des points pour son premier Grand Prix depuis Paul Di Resta en 2011[38] ;
- Oliver Bearman est élu « pilote du jour » à l'issue d'un vote organisé sur le site officiel de la Formule 1[39] ;
- Charles Leclerc passe la barre des 1 100 points inscrits en Formule 1 (1 102 points)[40] ;
- pour la première fois depuis le Grand Prix de France 1968 avec John Surtees, Jackie Stewart, Vic Elford et Piers Courage, quatre pilotes britanniques se classent dans les points[38] ;
- Vitantonio Liuzzi (80 départs en Grands Prix entre 2005 et 2011, 26 points inscrits) est nommé conseiller par la FIA pour aider dans leurs jugements le groupe des commissaires de course[41].